# 나크워군

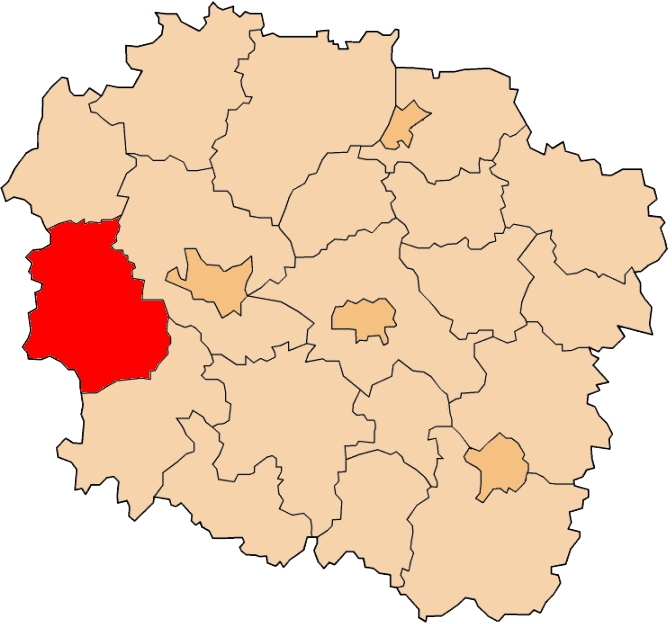
쿠야비포모제주 지도에 표시된 나크워군의 위치

나크워군(폴란드어: powiat nakielski)은 폴란드 쿠야비포모제주에 위치한 군으로 군청 소재지는 나크워나트노테치옹이며 면적은 1,120.48km2, 인구는 86,449명(2006년 기준), 인구 밀도는 77명/km2이다.
북쪽으로는 셍풀노군, 동쪽으로는 비드고슈치군, 남쪽으로는 주닌군, 남서쪽으로는 비엘코폴스카주 봉그로비에츠군, 서쪽으로는 비엘코폴스카주 피와군과 접한다. 5개 지방 자치체(4개 도시형 농촌, 1개 농촌)를 관할한다.

군기
군 문장